# Changhua
Changhua (cinese tradizionale: 彰化市; pinyin: Zhānghuà Shì; Wade-Giles: Chang-hua Shih; POJ: Chiong-hòa-Chhī) è la capitale della Contea di Changhua, a Taiwan, oltre che terra nativa degli aborigeni taiwanesi Babuza. Proprio dalla lingua babuza deriva il nome originario della città, Poasoa (caratteri cinesi: 半線; taiwanese minnan: Pòaⁿ-sòaⁿ).
Una delle mete turistiche principali della città di Changhua è la statua del Grande Buddha alta 26m, situata in cima alla montagna Bagua, un'alta collina che fiancheggia la città. Il sentiero principale per arrivare alla statua gigante è costellato di statuette di personaggi tratti dalla mitologia cinese. Un altro sito interessante è il più antico tempo di Taiwan dedicato a Confucio, sebbene nel 2006 esso abbia subìto dei danni a causa di un incendio.

## Storia
Il 25 maggio 2002, il Volo 611 della China Airlines ebbe un incidente in aria, nel quale morirono tutti i 206 passeggeri e 19 membri dell'equipaggio. Alcune parti dell'aeroplano rotte caddero a Changhua.